# Ghede
Inom den haitiska voodoon är Ghederna (stavas också Guédé eller Gede; uttal [gede]) familjen av andar som samlar ihop kraften av död och fruktbarhet. De är nära förenade med Loa Baronerna (deras aspekter är Baron Samedi, Baron La Croix och Baron Cimetière). Beroende på traditioner är Baroner: 
- en av Ghederna
- deras andliga fader som har väckt dem från de döda tillsammans med Baron Samedis fru Maman Brigitte som är deras andliga moder.
- en aspekt av Ghederna.

Bland dessa gestalter styr Baronen med hans fru Maman Brigitte och Ghederna döden, kyrkogården och graven.
De kända Ghederna innefattar Guédé Nibo, Guédé Plumaj, Guédé Ti Malis, Guédé Zaranye och många andra. De är kända för trumrytmen och Bandadansen och i egendom dricker de eller gnuggar sig själva med en blandning av rått rom eller clairin och tjugoen habaneros eller goat peppers. Ghederna klär sig oftast som en dödsgrävare i svarta kläder och svarta solglasögon. Vissa Gheder har bara en lins för att se i båda världarna. Den högste ledaren av Ghederna är Ghede Nibo. Han har ingen fru och brukar gå runt och flörta på loa kvinnorna, förutom Ezili som förmodligen inte gillar honom.
Ghede Nibo är en psykopomp och agerar som en förmedlare mellan de levande och de döda.
Papa Ghede är också en psykopomp. Han väntar på vägkorsningen för att ta själar till efterlivet och tar hänsyn till den goda motsvarigheten till Baron Samedi. Han har en väldig grov humor och är mycket hatad av europébaserade kulturer på grund av den sexuella undertyckningen. Papa Ghede är förmodligen det första liket av den första mannen som någonsin dog. Han är vida känd som en kort, mörk man med en hög hatt på huvudet och en cigarr i munnen och han håller jämt ett äpple i sin vänstra hand. Det sägs att han har en gudomlig förmåga att läsa andras tankar och förmågan att veta allt som händer i båda världarna (den levande och den döda.)
Ghede Bábáco är förmodligen Papa Ghedes minst kända bror och är också en psykopomp. Hans roll är någorlunda likt Papa Ghedes, men han har inte de två väldigt speciella förmågorna som hans bror har.
Ghede Mohamadi sägs vara Papa Ghedes minst kända son. Det finns inte så mycket information om honom för tillfället. Han tillbes inte i alla voodoosällskap.
Om ett barn dör, så ber man till Papa Ghede. Man tror att han inte tar ett liv innan det är dags och han skyddar de små. Han är gift med Maman Brigitte.